# Astrid Fischel Volio
Astrid Fischel Volio (San José, 26 de marzo de 1954) es una historiadora costarricense, que se desempeñó como Primera Vicepresidenta de la República en la administración Rodríguez Echeverría (1998-2002) y también como Ministra de Cultura, Juventud y Deportes. Es hija de Óscar Fischel Robles y Olga Volio Guardia. Está casada con Eduardo Polini Freer. su sobrina segunda e hija del dueño de la Corporación Fischel, Suzanne Fischel, se encuentra casada con Óscar Arias Sánchez, expresidente de la República.

## Carrera docente
Estudia la carrera de Historia en la Universidad de Costa Rica, donde posteriormente obtuvo, con honores, una maestría en la misma rama. En 1991 recibe un Doctorado en Historia, con mención de honor, por la Universidad de Southampton, Inglaterra.
Desde 1984 se ha desempeñado como profesora en la Escuela de Historia y Geografía de la Universidad de Costa Rica y también como investigadora en el Instituto de Investigación para el Mejoramiento de la Educación Costarricense

## Empresaria privada
Cursa en 1991 el programa de Alta Gerencia en el Instituto Centroamericano de Administración de Empresas (INCAE). Preside la Corporación Fischel de 1991 a 1997. En 1992 la Federación de Mujeres Empresarias y Profesionales la distingue con el galardón de «Empresaria del año» y de 1994 a 1995 fue vicepresidenta de la Cámara de Comercio de Costa Rica.

## Participación en el Gobierno
En 1995, Miguel Ángel Rodríguez la invita a participar como coordinadora del Plan de Gobierno del Partido Unidad Social Cristiana. Luego es postulada por el mismo Rodríguez Echeverría como candidata a Primera Vicepresidenta de la República, junto a Elizabeth Odio Benito como  Segunda Vicepresidencia.
En el gobierno de Abel Pacheco de la Espriella (2002-2006) es nombrada Ministra de Educación Pública, cargo al cual renuncia el 2 de junio de 2003, en medio de una huelga de maestros. Es sustituida por Manuel Antonio Bolaños Salas.

## Publicaciones
- La Caja Mágica. Cien años de Historia del Teatro Nacional.
- El Teatro Nacional de Costa Rica. Su Historia.
- El Uso Ingenioso de la Ideología en Costa Rica.
- Consenso y Represión. Una interpretación socio - política de la educación costarricense.
- Atmósfera de Juventud (Poesía).